# Afrika Islam
Afrika Islam ou Son of Bambaataa, de son vrai nom Charles Glenn, (1967 à New York - ) est un compositeur et réalisateur artistique de hip-hop américain. 

## Biographie
Afrika Islam commence sa carrière à l'âge de dix ans avec Afrika Bambaataa. 
Dans les années 1980, il s'installe à Los Angeles et collabore à la composition et la réalisation les deux premiers albums d'Ice-T : Rhyme Pays et Power. Sa renommée est due à ce dernier album car il s'agit, d'après les puristes, du meilleur albums d'Ice-T ainsi que du meilleur album de rap faisant l'apologie du proxénétisme.
À la fin des années 1990, il rejoint la scène techno allemande et forme le duo Mr. X and Mr. Y avec lequel il continue une carrière dite « commerciale » aux influences electro.
Back to Berlin est le titre phare du duo, tiré du célèbre New York, New York de Grandmaster Flash.